# دوولینا باتاچارجی
دوولینا باتاچارجی (زاده ۲۲ اوت ۱۹۸۵) یک هنرپیشه تلویزیونی هندی است. باتاچارجی در ۲۲ اوت ۱۹۸۵ در خانواده ای آسامی-بنگالی در آسام متولد شد. او با مادر و برادر کوچکترش در گوروگرام زندگی می‌کند.

## فیلم‌شناسی

### سری وب
| سال  | عنوان           | نقش    |
| ---- | --------------- | ------ |
| ۲۰۱۹ | دروغ شیرین      | سونالی |
| ۲۰۲۱ | داستان‌های ناهار | خودش   |
| ۲۰۲۲ | اولین شانس دوم  | وایدهی |

### نماهنگ
| سال  | عنوان                         | زبان  | مرجع. |
| ---- | ----------------------------- | ----- | ----- |
| ۲۰۱۷ | هی گوپال کریشنا کارو آرتی تری | هندی  |       |
| ۲۰۱۹ | رامدهنو                       | آسامی | [ ۸ ] |